# (5318) Dientzenhofer
(5318) Dientzenhofer (1985 HG1) – planetoida z grupy pasa głównego asteroid okrążająca Słońce w ciągu 3,47 lat w średniej odległości 2,29 au Odkryta 21 kwietnia 1985 roku.